# Stanisław Zaremba (biskup kijowski)
Stanisław Zaremba z Kalinowy herbu własnego (ur. 1601, zm. zapewne 3 sierpnia 1653) – polski żołnierz i duchowny katolicki, starosta grabowski, opat cysterski w Sulejowie, od 1646 roku biskup kijowski.

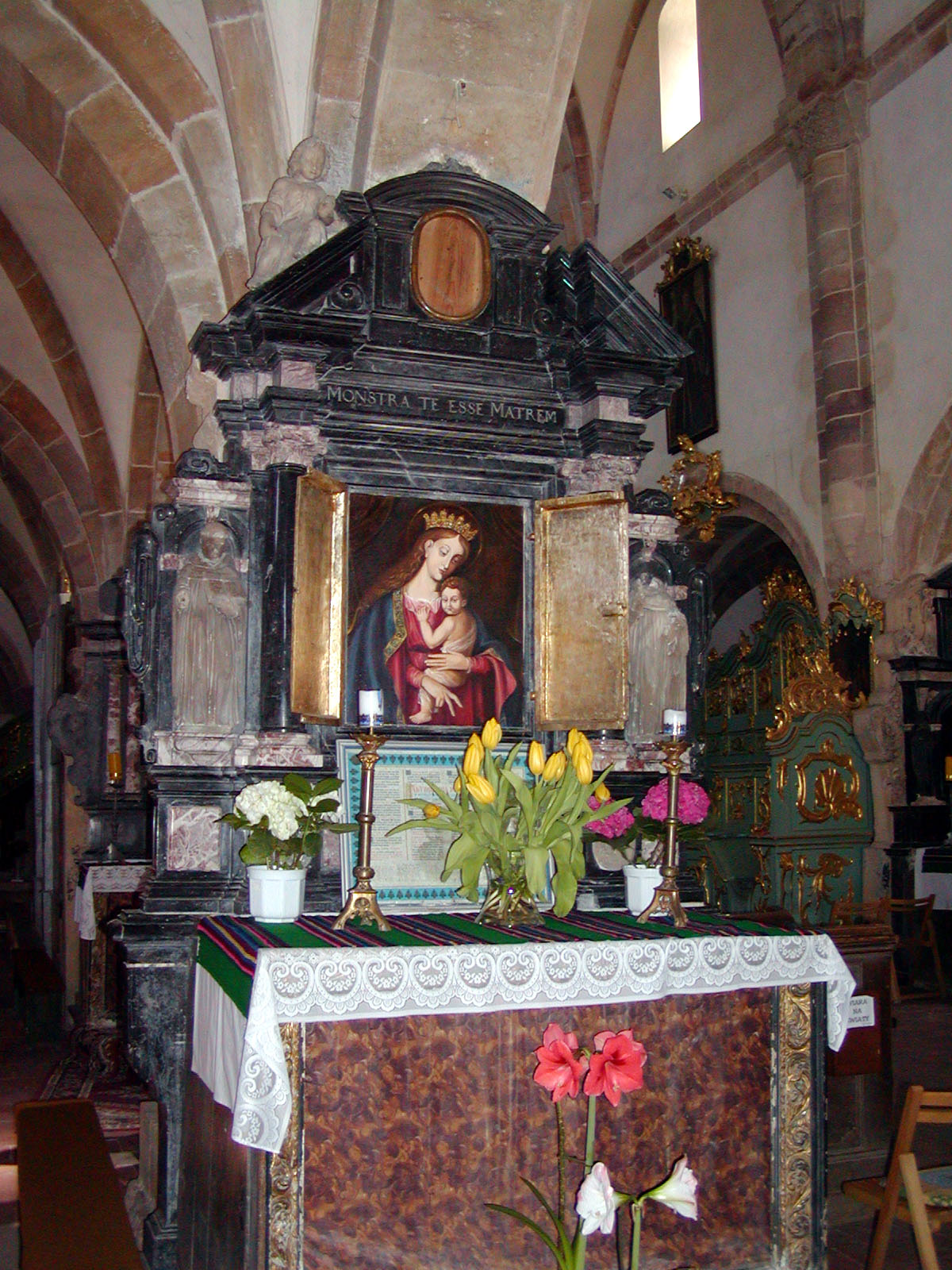
Kościół w opactwie w Sulejowie – jeden z ołtarzy ufundowanych przez Zarembę

Pochodził z Kalinowy. Studiował na Uniwersytetach w Ołomuńcu i Padwie. W młodości dowodził własną chorągwią w bitwie pod Chocimiem i w czasie wojny ze Szwecją. Następnie objął po ojcu starostwo grabowskie, a w 1632 roku otrzymał od króla opactwo sulejowskie, tymczasem jako koadiutor, gdyż żył jeszcze poprzedni opat, Otto Schenking.
Urząd opata objął w 1637 roku, składając zapewne profesję zakonną, gdyż katalog opatów tytułuje go abbas professum, a nie abbas administrator. Musiał też przyjąć święcenia, choć ich data nie jest znana. Niewiele wiadomo o jego rządach w opactwie sulejowskim. Zapamiętany został głównie jako fundator nowego wystroju kościoła klasztornego, a przede wszystkim czterech marmurowych ołtarzy bocznych. W tym samym okresie powstały przedstawiające apostołów freski w prezbiterium, kilka obrazów (m.in. Matki Boskiej Pocieszenia umieszczony w jednym z bocznych ołtarzy) oraz prospekt organowy.
Zaremba został mianowany biskupem kijowskim 23 kwietnia 1646 roku. Zatrzymał w swoim ręku urząd opata, jednak wystarał się u papieża Innocentego X o potwierdzenie dokonanego za Schenkinga rozdziału majątku na część opacką i klasztorną, co miało być zabezpieczeniem utrzymania klasztoru i zakonników.
Jako biskup kijowski 23 maja 1647 roku ogłosił cudownym obraz Matki Bożej Berdyczowskiej, za której wstawiennictwem miał być uzdrowiony.
Był członkiem konfederacji generalnej zawiązanej 31 lipca 1648 roku. Podpisał pacta conventa Jana II Kazimierza Wazy w 1648 roku.
Diecezją kijowską rządził krótko, gdyż już w 1648 roku wybuchło powstanie Chmielnickiego. Doniesienia o dalszych losach Zaremby są sprzeczne. Według niektórych źródeł zmarł około tego czasu, według źródeł związanych z cystersami i Sulejowem wrócił do Sulejowa. Zamieszkał tamże, bądź też w otrzymanym w 1648 roku w komendę opactwie benedyktyńskim w Sieciechowie. Zmarł zapewne 3 sierpnia 1653 roku w Sulejowie i tam został pochowany.
Jako senator brał udział w sejmach: 1646, 1647 i 1648 (I), 1648 (II), 1649/1650 i 1650 roku.
Był darczyńcą kolegium jezuickiego w Krośnie.
Opublikował pracę Okulary na rozchody w Koronie i z Korony, przez które jako w zwierciadle obaczyć każdy może fortele i nieznośne zyski, zdierstwa a łupiestwa kupieckie, przy tym śrzodki i sposoby różne jako temu zabieżeć i one pohamować. Roku pańskiego 1623.
Kasper Niesiecki w swoim Herbarzu tak o nim napisał:

Stanisław był biskupem Kijowskim 1648. Porządek Elekcyi fol. 20. i opatem Sulejowskim, z młodu rycerskiej sławy szukał, i wystawiwszy swoim kosztem chorągiew, z nią i przeciwko Osmanowi Carowi Tureckiemu pod Chocimem, i przeciwko Gustawowi Królowi Szwedzkiemu w Prusiech mężnie stawał, wziął tedy w nagrodę zasług swoich od Króla starostwo Grabowskie, wkrótce jednak stan sobie duchowny obrawszy, spuścił go bratu swemu Marcinowi: objąwszy tedy katedrę Kijowską, gdy się w najlepsze krząta koło wykorzenienia schizmy w Ruskich krajach, i missyonarzów apostolskich zdolnych do tej pracy zbiera, bunt i wojna Kozacka wnet święte jego zamysły pomieszała

.